# Alberto Gonzales
Alberto R. Gonzales (født 4. august 1955) var USA's 80. justitsminister. Han afløste John Ashcroft i 2006. Hans karriere var knyttet til George W. Bush, hvis rådgiver han har været såvel i Texas (hvor Gonzales også var højesteretsdommer), da Bush var guvernør, og senere i Det hvide hus.
Gonzales er blevet stærkt kritiseret, bl.a. for at misbruge USA PATRIOT Act til uden retlig beskyttelse at afsløre informationer om terrormistænkte. I marts/april 2007 forlangte de fleste demokrater og nogle republikanere i Kongressen, at han trådte tilbage eller blev afskediget som følge af sin rolle i fyringen af otte lokale statsanklagere (U.S. attorneys). I første omgang klarede han frisag ved at fyre sin stabschef, Kyle Sampson. Men nettet strammedes, og 20. maj 2007 sagde Arlen Specter, den ledende republikaner i justitsudvalget, på CBS' Face the Nation, at Gonzales måtte formodes at trække sig, inden en mistillidserklæring til ham blev fremsat i senatet.
Kritikken voksede, da en tidligere vicejustitsminister, James Comey, under en senatshøring fortalte om Gonzales optræden, da han i marts 2004 trængte ind på justitsminister John Ashcrofts hospitalsstue for at få hans underskrift på en kontroversiel lovgivning om hemmelig overvågning af terrormistænkte.
27. august 2007 meddelte Gonzales, at trådte tilbage fra posten som justitsminister. Han blev afløst på posten af Michael Mukasey.